# Abelardo Forero
Abelardo Forero Benavides (Facatativá, 5 de junio de 1912-Bogotá, 25 de noviembre de 2003) fue un historiador, político y periodista colombiano.

## Biografía
Forero nació en 1912 en Facatativá y estudió en el Colegio Mayor de San Bartolomé (Bogotá), donde inició su inclinación por las letras, la historia y la música.
En 1937, el presidente Alfonso López Pumarejo, lo nombró como primer secretario de la delegación colombiana ante la Sociedad de las Naciones (SDN). Ocupó el cargo hasta 1940.
Entre 1942 y 1943, Forero fue gobernador de Cundinamarca, y seguidamente fue ministro de Trabajo del segundo gobierno de Alfonso López Pumarejo. De 1950 a noviembre de 1956 fue embajador en Buenos Aires. En 1959 es nombrado Embajador de Colombia ante la UNESCO, en París, cargo que desempeña durante un año. En 1970 volvió a ser ministro, en el gobierno de Misael Pastrana.
Fue redactor de los periódicos El Liberal y El Espectador, y luego condujo el espacio televisivo El pasado en presente entre 1978 y 1993, en el cual compartió con Ramón de Zubiría.
Falleció el 25 de noviembre de 2003 en Bogotá.